# (6105) Verrocchio
(6105) Verrocchio ist ein Asteroid des Hauptgürtels, der am 24. September 1960 vom niederländischen Astronomenehepaar Cornelis Johannes van Houten und Ingrid van Houten-Groeneveld entdeckt wurde. Die Entdeckung geschah im Rahmen des Palomar-Leiden-Surveys, bei dem von Tom Gehrels mit dem 120-cm-Oschin-Schmidt-Teleskop des Palomar-Observatoriums aufgenommene Feldplatten an der Universität Leiden durchmustert wurden.
Der Asteroid gehört zur Adeona-Familie, einer Gruppe von Asteroiden, die nach (145) Adeona benannt ist.
Benannt wurde er nach dem Florentiner Bildhauer und Maler Andrea del Verrocchio (1435–1488), einem der einflussreichsten Künstler in der Übergangszeit von der Früh- zur Hochrenaissance.